# Limnocythere camera
Limnocythere camera är en kräftdjursart som beskrevs av Magali Delorme 1967. Limnocythere camera ingår i släktet Limnocythere och familjen Limnocytheridae. Inga underarter finns listade i Catalogue of Life.